# Eric Lloyd
Eric Lloyd (født som David Eric Lloyd Morelli d. 19. maj 1986) er en amerikansk skuespiller, komiker, musiker og producer. Lloyd er bedst kendt for sit arbejde som barneskuespiller i roller såsom Charlie Calvin i Disneys Santa Clause-trilogi, og "Little John" Warner i NBC-tv-serien Jesse .

## Karriere
Hans karriere på TV begyndte, da han som 2-årig blev valgt til rollen som den yngre version af Kevin Arnold (normalt spillet af Fred Savage ) i en episode af Mine glde 60'ere (original titel: The Wonder Years). Hans arbejde i film inkluderer Batman & Robin og Den tapre lille brødrister rejser til Mars.
I 2015 begyndte Lloyd et samarbejde med sin bofælle fra universitetet, Tyler Payne og åbnede LP Studios. LP Studios arbejder med både produktion og post-produktion af musik og film, fra en lokation i Glendale, Californien.

## Filmografi

### Film
| År   | Titel                                     | Rolle                  | Bemærkninger              |
| ---- | ----------------------------------------- | ---------------------- | ------------------------- |
| 1993 | Sunny's Deliverance                       | David                  | Kort filmdebut            |
| 1993 | Hjerte og sjæle                           | 7-årige Thomas Reilly  |                           |
| 1994 | Grådig                                    | 7-årige Joe McTeague   |                           |
| 1994 | The Santa Clause                          | Charlie Calvin         |                           |
| 1996 | Dunston Checks In                         | Kyle Grant             |                           |
| 1997 | Den tapre lille brødrister til undsætning | Blanky                 | Stemme, direkte til video |
| 1997 | The Spittin' image                        | Wally                  | Kortfilm                  |
| 1997 | Batman & Robin                            | Unge Bruce Wayne       |                           |
| 1997 | Deconstruting Harry                       | Hilliard "Hilly" Block |                           |
| 1998 | My Giant                                  | Unge Sammy Kamin       |                           |
| 1998 | The Brave Little Toaster Go to Mars       | Blanky                 | Stemme, direkte til video |
| 1998 | Lysende bevægelse                         | Icy Wind               |                           |
| 2002 | The Santa Clause 2                        | Charlie Calvin         |                           |
| 2006 | The Santa Clause 3: The Escape Clause     | Charlie Calvin         |                           |
| 2011 | ChromeSkull: Laid to Rest 2               | Geeky Worker           |                           |

### TV
| År        | Titel                                                  | Rolle             | Bemærkninger                              |
| --------- | ------------------------------------------------------ | ----------------- | ----------------------------------------- |
| 1989      | Mine Glade 60'ere                                      | Unge Kevin Arnold | Afsnit: Brightwing                        |
| 1992      | Laurie Hill                                            | Leo Hill          | 10 episoder                               |
| 1993      | A Family Torn Apart                                    | Chris Hannigan    | Tv-film                                   |
| 1993      | Love &amp; War                                         | Johnny            | Episode: Jeg elsker en parade             |
| 1994      | In the Best of Families: Marriage, Pride &amp; Madness | Yngre John Lynch  | Tv-film                                   |
| 1994      | Seasons of the Heart                                   | David             | Tv-film                                   |
| 1995      | Abandoned and Decieved                                 | Matthew           | Tv-film                                   |
| 1995–1997 | The Pinocchio                                          | Tristan Howell    | Gentagende karakter 78 episoder           |
| 1996      | Den travle verden af Richard Scarry                    | Vanderbuilt       | Episode: Vanderbuilt's Nye Sko            |
| 1996-1997 | The Oz Kids                                            | Neddie Hugson     | Stemme                                    |
| 1997      | A Christmas Memory                                     | Buddy             | Tv-film                                   |
| 1998      | Chameleon                                              | Ghen              | Tv-film                                   |
| 1998-2000 | Jesse                                                  | Lille John Warner | 41 episoder                               |
| 2000      | Rocket Power                                           | Josh              | Stemme, afsnit: Alt om Sam / Half Twister |
| 2001      | ER                                                     | Martin Leanly     | Episode: Rampage                          |
| 2011      | About Abby                                             | Xander Falls      | 2 episoder                                |
| 2012      | True Perfection                                        | Kyle              | Miniserie                                 |

### Spil
| År   | Titel                              | Stemme rolle | Bemærkninger |
| ---- | ---------------------------------- | ------------ | ------------ |
| 1996 | Goosebumps: Escape from Horrorland | Clay         |              |

## Priser og nomineringer
- 1993 Nomineret til Young Artist Award for Fremragende Skuespiller Under Ti År i en TV-serie for Laurie Hill
- 1994, nomineret til Young Artist Award for Bedste Skuespiller Under Ti År i en film for Heart and Souls
- 1994, nomineret til Young Artist Award for bedste præstation af en ung skuespiller, der medvirkede i en film til The Santa Clause
- 1995 Nomineret til Young Artist Award for bedste præstation af en ungdomsskuespiller i en TV-miniserie eller Special for Seasons of the Heart
- 1997 nomineret til Young Artist Award for bedste præstation i en spillefilm - Skuespiller Alder Ti År eller Derunder for Dunston Checks In
- 1998, nomineret til Young Artist Award for bedste præstation i en tv-film / pilot / miniserie - Ung skuespiller Alder ti eller derunder for A Christmas Memory
- 1999, nomineret til Young Artist Award for bedste præstation i en tv-film / pilot / miniserie eller serie - Støttende ung skuespiller for Chameleon
- 1999, vandt Young Artist Award for bedste præstation i en tv-komedieserie - Young Young Actor for Jesse
- 1999 Nomineret til Hollywood Reporter Young Star Award for bedste præstation af en ung skuespiller i en komedie-tv-serie for Jesse
- 2000, nomineret til Young Artist Award for bedste præstation i en tv-komedieserie - Young Young Actor for Jesse
- 2000 nomineret til Hollywood Reporter Young Star Award for bedste unge skuespiller / præstation i en komedie-tv-serie for Jesse
- 2003, nomineret til Young Artist Award for bedste præstation i en spillefilm - Støttende ung skuespiller for Santa Claus 2: The Mrs. Clause
- 2007, nomineret til Young Artist Award for bedste unge ensemble i en spillefilm til Santa Clause 3: The Escape Clause

## Eksterne links
- Eric Lloyd officielle hjemmeside Arkiveret 10. januar 2021 hos  Wayback Machine
- Eric Lloyd på Internet Movie Database (engelsk)